# Komatipoort
Komatipoort este un oraș din Africa de Sud.